# Inger und Johannes Exner
Inger Augusta Exner (* 20. August 1926 in Randers, Dänemark) und Johannes Exner (* 25. März 1926 in Hald bei Randers; † 16. Mai 2015), ein dänisches Architektenpaar, wurden als bedeutende Kirchenbauer und Experten für Restaurierungen bekannt.

## Leben
Inger Exner wuchs als eine von fünf Töchtern des Metallwarenhändlers Frederik Emil Würtzen (1880–1950) und Anna Simone Marcussen (1886–1978) in einem christlich geprägten bürgerlichen Elternhaus in Randers auf. In ihrer Kindheit interessierte sie sich für das Zeichnen.
Johannes Exner wuchs zusammen mit seinem Bruder Bent Exner, der später ein bekannter Goldschmied und Kirchenkünstler wurde, in Hald, nördlich der ostjütländischen Hafenstadt Randers, als Sohn von Gunild Holt und des evangelischen Propstes Johan Exner auf. Dieser war, ebenso wie Johannes, im Dänischen Widerstand aktiv. Im Februar 1945 wurden Johan und Johannes Exner von der Gestapo verhaftet, Johannes Exner wurde zwei Wochen lang misshandelt und bis April 1945 im Internierungslager Frøslev festgehalten.
Inger und Johannes besuchten das örtliche Gymnasium Randers Statsskole. Nach ihrem Abschluss im Jahr 1945 studierten sie zusammen bis 1954 an der Königlich Dänischen Kunstakademie (Det Kongelige Danske Kunstakademis Skoler for Arkitektur, Design og Konservering - Arkitektskolen). In diese Zeit fällt ihre Heirat im Jahr 1952. Während ihres Studiums arbeitete Inger Exner von 1951 bis zur Geburt des ersten Kindes Hans 1953 in der neugegründeten Kopenhagener Designfirma Bernadotte & Bjørn Industridesign A/S von Sigvard Bernadotte und Acton Bjørn. Weitere Kinder folgten: Karen (1957), Anne-Mette (1962), Morten (1964). 1956 arbeitete das Paar bei dem dänischen Architekten, Möbeldesigner und Professor an der Königlich Dänischen Kunstakademie, Mogens Koch, an Kirchenrestaurationen. Persönlich war das Ehepaar im Christentum verankert, und sie führten theologische Gespräche, wie sie es aus der Studienzeit kannten, unter anderem mit dem Architekten und Universitätsprofessor Johan Otto von Spreckelsen. 1958 gründeten sie ihr eigenes Architekturbüro in Aarhus und spezialisierten sich auf die Konstruktion von Kirchen und restaurative Arbeiten. Johannes Exner war ab 1965 Dozent und von 1984 bis 1992 Professor an der Architekturschule Aarhus. 1991 wurde die Firma in eine Aktiengesellschaft mit Inger und Johannes Exner als Eigentümer umgewandelt und firmierte seitdem unter dem Namen Exners Tegnestue A / S. Ab 1998 wurde die Firma durch die beiden Töchter, die Architektinnen Karen Exner und Anne-Mette Exner sowie Finn Larsen als neuen Eigentümern geleitet. Mit deren Ausscheiden wurde die Firma im April 2012 in E + N Arkitektur A / S umbenannt.

## Werk
Die Arbeit von Inger und Johannes Exner gliedert sich in zwei Hauptkategorien: Kirchengebäude und Restaurierungen. Ihren Konstruktionen gingen aufwändige Planungen voraus, in denen sie Modelle und Studien erstellten. Sie ließen sich auch von Kirchenbauten unterschiedlicher Epochen und Regionen inspirieren. Dazu unternahmen sie zahlreiche Reisen, etwa nach Rom 1953 und 1983, zu mehreren Kirchen in Westeuropa 1958, Spanien 1971, zu Kirchen in Osteuropa 1978, Deutschland 1983, Norditalien 1985, USA 1992. Darüber hinaus reisen sie nach Israel, Ägypten, Hongkong, Bangkok, Singapur und Südchina. In ihren Kirchenentwürfen verbinden sie moderne Elemente mit traditioneller Bauweise.
In den 1960er und 1970er Jahren führte das Paar eine große Anzahl von Restaurierungen durch, die den Wandel der Gebäude im Laufe der Zeit sichtbar bleiben ließen, im Gegensatz zu einer starren Restaurierung in den Originalzustand. Die Gebäude sollten Zeugnis ihrer ganzen vorhergehenden Geschichte ablegen und ihr „narrativer Wert“, wie Johannes Exner es nannte, betont werden. Ihre Restaurierungsarbeit umfasst unter anderem den Rundetårn und die Trinitatis Kirke in Kopenhagen, Schloss Koldinghus sowie einen neuen Westflügel am Kloster Ter Apel im niederländischen Ter Apel.

### Sakralbauten (Auswahl)

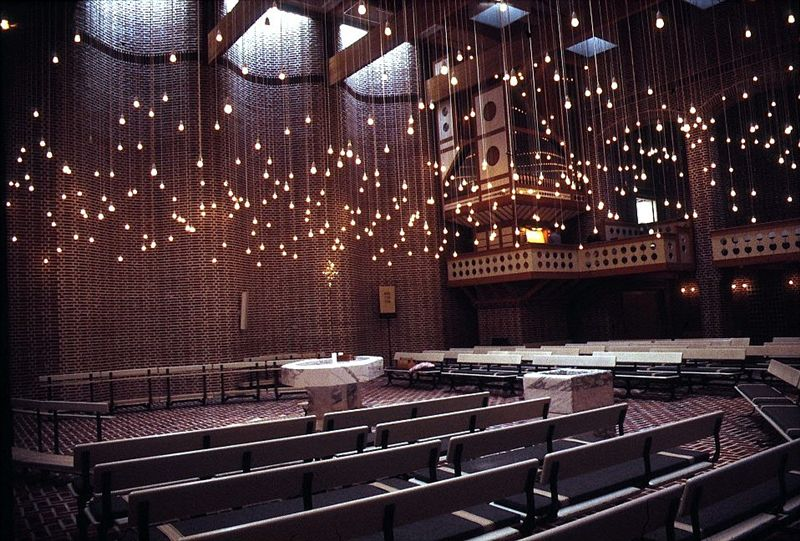
Sædden Kirke, Sædden Sogn, Skast Herred

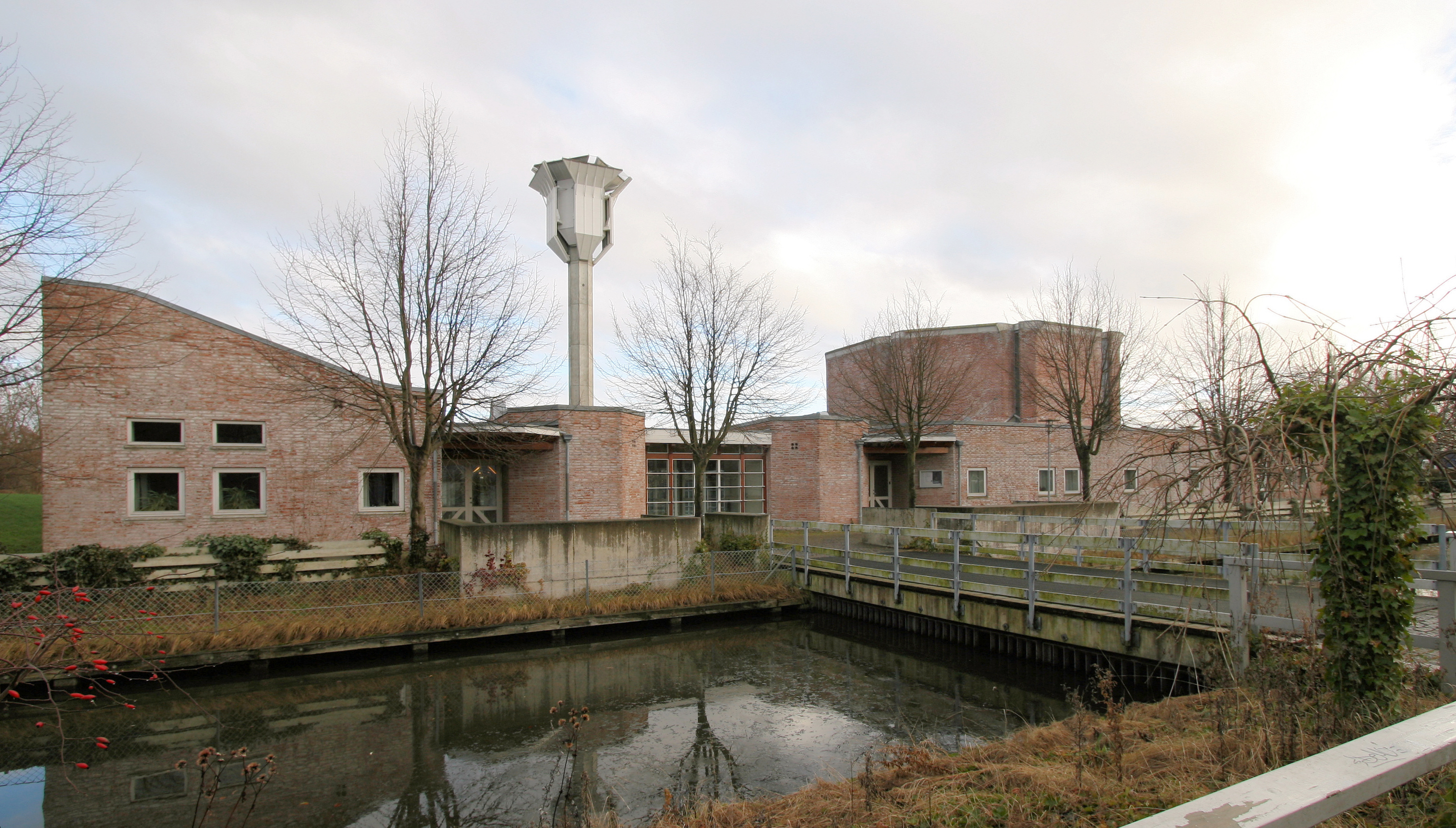
Opstandelseskirken (Auferstehungskirche) in Albertslund

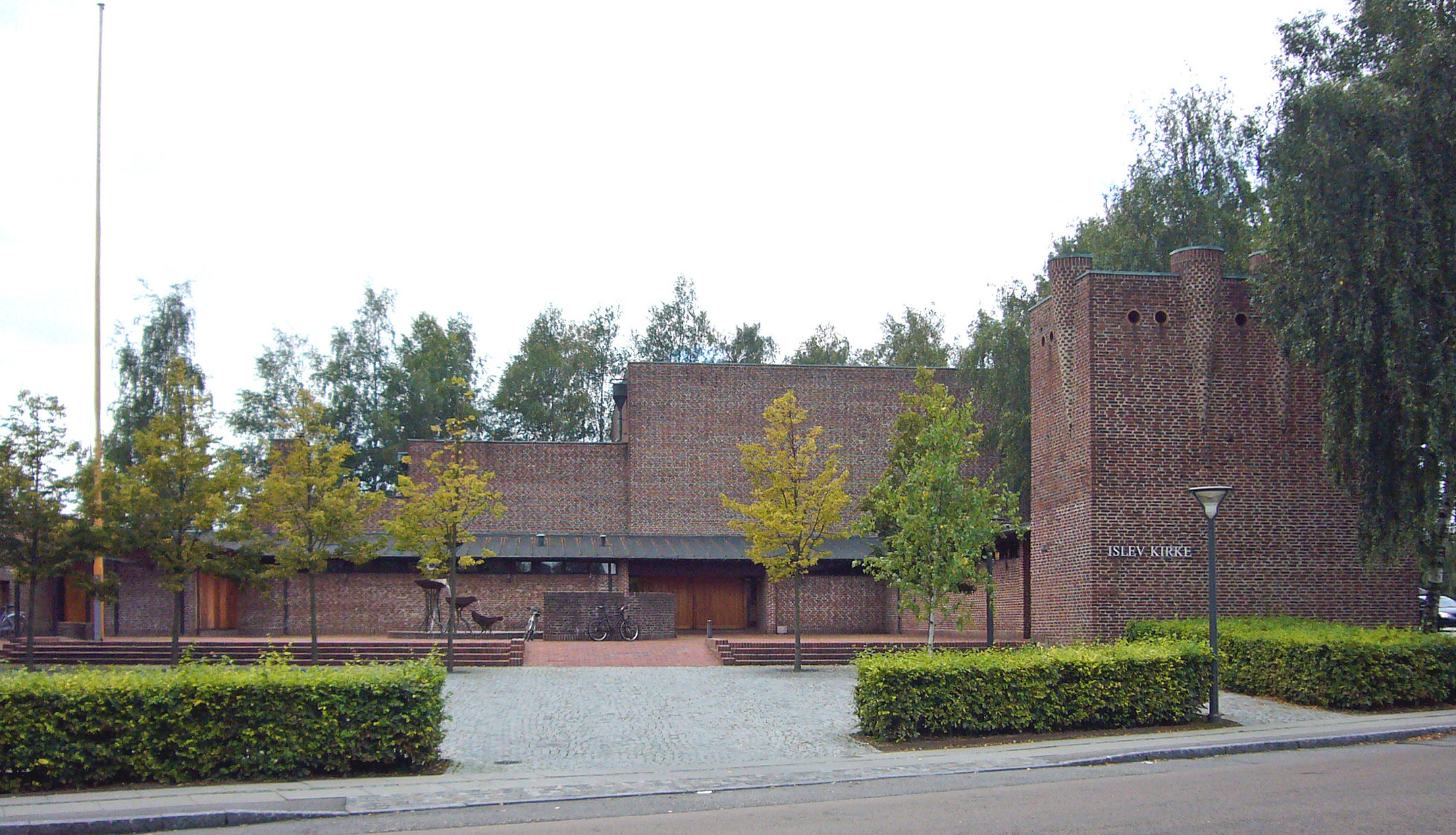
Islev Kirke, Kopenhagen

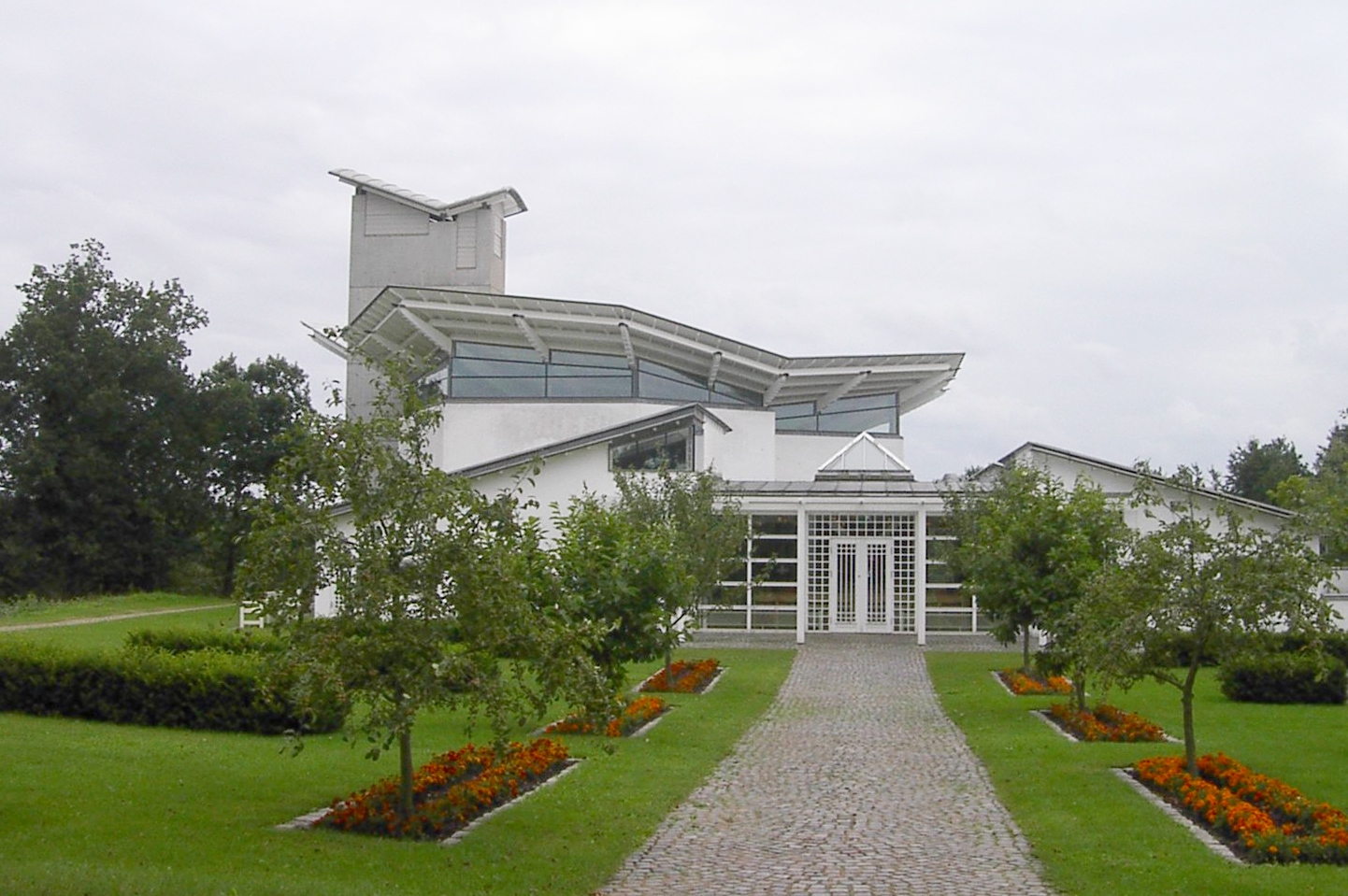
Lyng Kirke, Fredericia Kommune

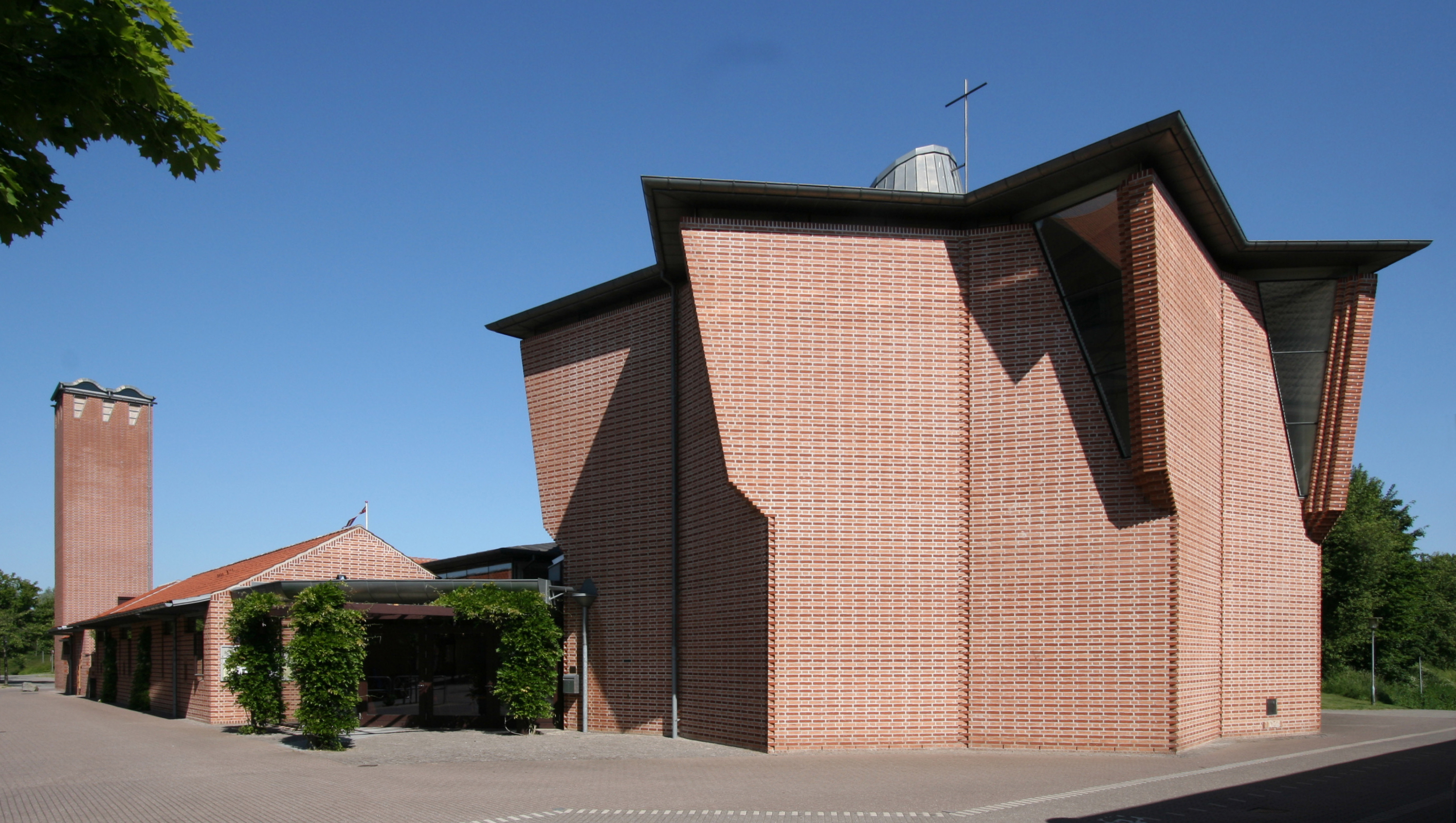
Ølby Kirke

Ihre Pläne zeigen einen Gegenentwurf zur Bauweise katholischer Prozessionskirchen, deren räumliche Organisation ihrer Ansicht nach im Widerspruch zur protestantischen Liturgie stehe, in der der Priester nicht über der Gemeinde stehen, sondern das Wort inmitten dieser verkünden solle. Dieses Prinzip zieht sich als Hauptthema durch die Planungen von Kirchengebäuden der Exners, abgesehen von ihren ersten Kirchen: St. Clemens bei Randers 1963, die in der Tradition der Bauweise von Kaare Klint steht, und Hald Ege Kirke aus den Jahren 1966 bis 1967, die ein völlig eigenständiger Entwurf war, der auf einem niedrigen Budget aufbaute und unprätentiöse und erschwingliche Materialien verwendete. In den späteren Kirchen sind die Kirchenräume quadratisch oder kubisch ausgeführt, der Zugang führt meist von einer Ecke aus diagonal durch den Raum, wie in der Præstebro Kirke in Herlev und der Nørrelandskirken in Holstebro. In der 1977/78 gebauten Sædden Kirke wird dieses Prinzip konsequent umgesetzt, so befindet sich der Altar etwa in der Mitte der Kirche. Viele der Kirchen wurden mit unverwechselbaren, futuristisch wirkenden Campanilen gebaut.
Zu den Kirchenkonstruktionen zählen neben Restaurierungen von kleineren Dorfkirchen als der erste große Auftrag der Exners der Entwurf der Sankt Clemens Kirke in Randers zusammen mit Knud Erik Larsen, die Præstebro Kirke in Herlev, Nørrelandskirke in Holstebro, Islev Kirk in Kopenhagen, Gug Kirke in Aalborg und Sædden Kirke in Esbjerg. Da die Kirchen sich ab etwa 1970 vermehrt zu kirchlichen Gemeindezentren entwickelten, wurden in einer Reihe von ihnen der Versammlungs- und Kirchenraum eng miteinander verbunden, nur abgetrennt durch eine Faltwand wie in den Kirchen Islev, Præstebro, Gug und Sædden. Für einige Kirchen schufen die Goldschmiede Helga und Bent Exner Kruzifixe, Leuchter und Altarsilber.
- 1963: Sankt Clemens Kirke, Randers Kommune (zusammen mit Knud Erik Larsen)
- 1964–1967: Hald Ege Kirke, Hald Ege, Viborg.
- 1965–69: Præstebro Kirke, Herlev, Herlev Kommune
- 1967–1969/70: Nørrelandskirken, Holstebro: Das Kirchengebäude ist Teil eines größeren Komplexes von Versammlungsräumen und Büros, die in zwei Etappen gebaut wurden. Die Lichtanordnung der Kirche mit ihren 144 von der Decke herabhängenden Glühbirnen als Sternenhimmel wurde ab 1980 durch mehrere Lichtobjekte von Johannes Exner ergänzt. Bent Exner schuf den „Baum des Lebens“ in der Mitte des Altars, das Taufgefäß und weitere silberne Sakralgegenstände.[6][7][8]
- 1968–70: Islev Kirk, Rødovre Kommune, Kopenhagen[6]
- 1971–72: Gug Kirke, Aalborg[6]
- 1975–77: Nørre Uttrup Kirke, Nørresundby, Aalborg Kommune[6]
- 1978: Sædden Kirke, Esbjerg[6][9]
- 1984: Opstandelseskirken (Auferstehungskirche), Albertslund, Albertslund Kommune:[6] in der Auferstehungskirche in Albertslund von 1984 wird der üblicherweise rechteckige Kirchenraum durch einen achteckigen ersetzt.[5] Die Orgel von Frobenius Orgelbyggeri wurde 1991 nach den Zeichnungen der Architekten gefertigt.
- 1993–94: Lyng Kirke, Erritsø Sogn/Fredericia[6]
- 1994: Skæring Kirke, Egå, Aarhus[6]
- 1994: Virklund Kirke, Silkeborg[6]
- 1997: Ølby Kirke, Køge[2]

### Restaurierungen und Erweiterungen (Auswahl)

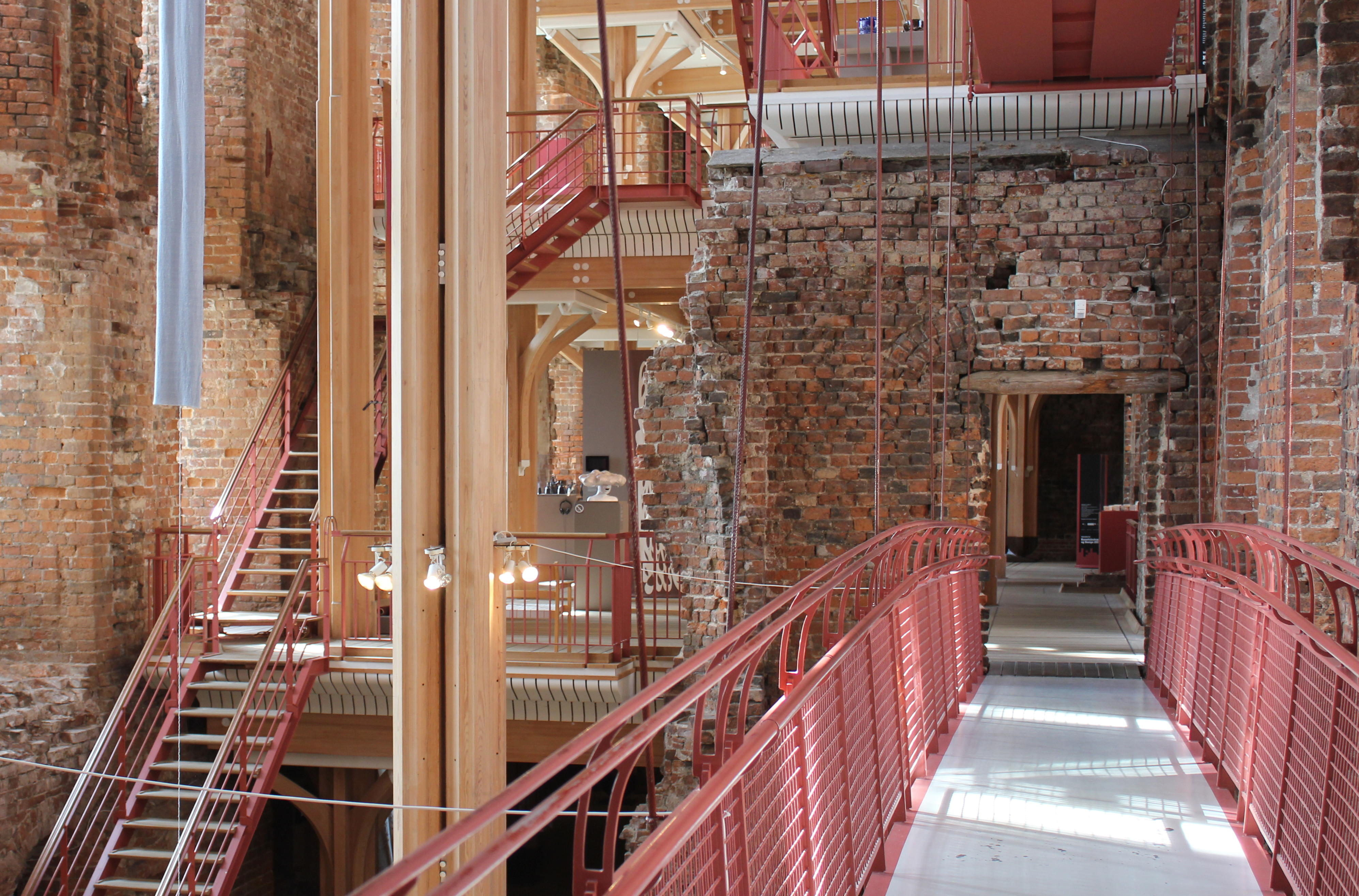
Koldinghus, Kolding

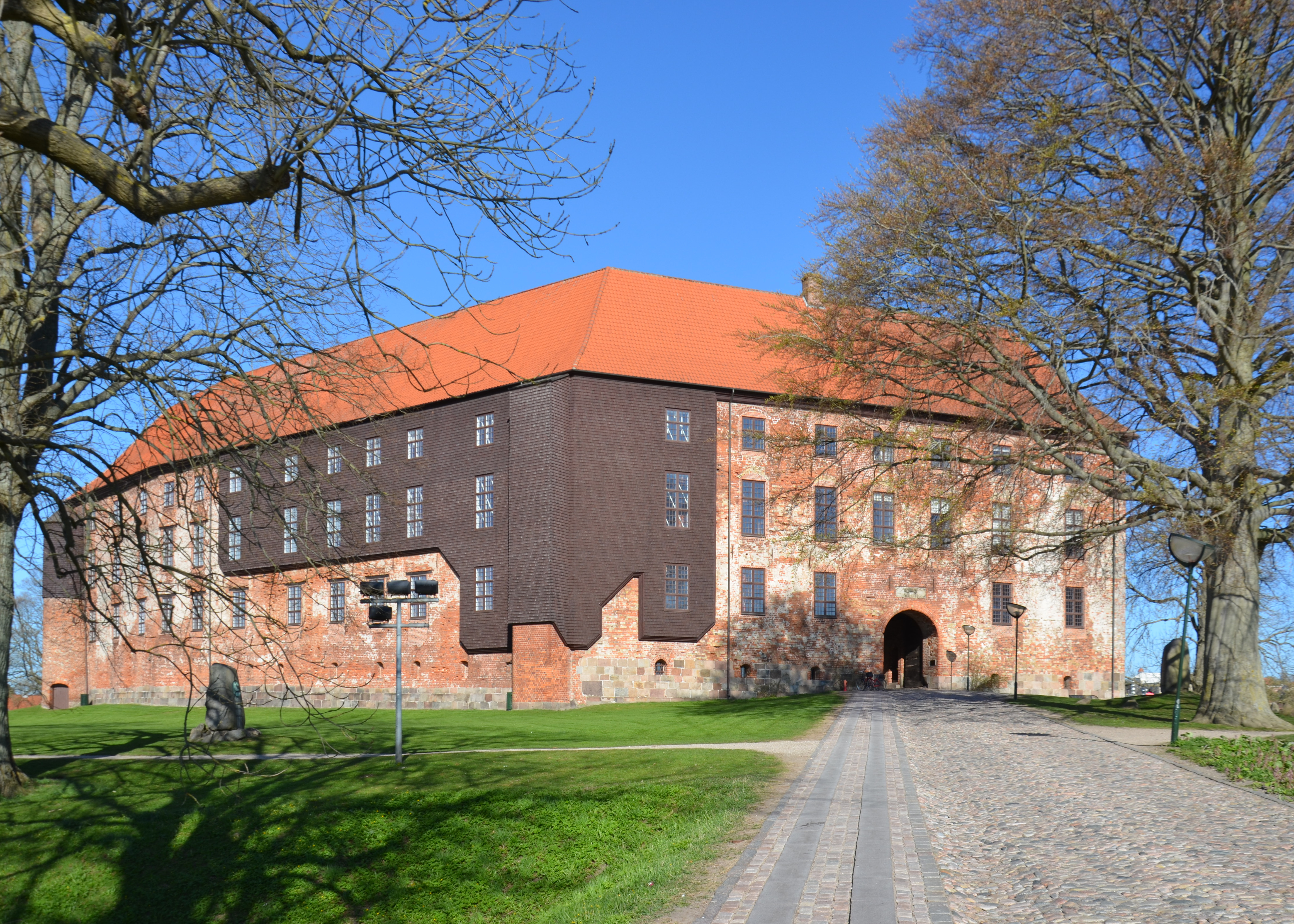
Koldinghus, Kolding

- 1972–92: Koldinghus, Kolding. Das Hauptwerk der Exners war das Konzept und die  Restaurierung des Gebäudes, die sie im Auftrag des Boligministeriet (damaliges Ministerium für Wohnungsbau) in den Jahren 1972 bis 1992 ausführten. Die Architekten verzichteten bewusst darauf, das Schloss in einer bestimmten Epoche wiederherzustellen. Stattdessen ließen sie die fünf Bauphasen des Schlosses sichtbar, einschließlich der Ruine. Die ursprüngliche Form des Schlosses und bestehende Bauteile aus dem Jahr 1808 wurden unverändert erhalten, so dass die Ruine eingeschlossen und umgeben von neuer Architektur als historisches Denkmal fortbesteht. Die Exners arbeiteten bewusst mit Materialien, die sich von den Originalwerkstoffen sichtbar unterscheiden, wie Schichtholz und Stahl für die Innenkonstruktionen, Holz oder moderne Ziegel für die Fassaden. Im Untergeschoss des Süd- und Ostflügels mussten neue Fundamente angelegt werden, auf denen eine Konstruktion aus schichtverleimten Holzpfeilern errichtet wurde, die Dächer und Böden trägt. Der fehlende Wandteil im Süden und Osten wurde mit einer leichten Holzwand gefüllt, die in der Dachkonstruktion aufgehängt und außen mit Eichenholzspänen verkleidet ist. Die Umsetzung erregte internationale Aufmerksamkeit und wurde 1994 mit dem Europa-Nostra-Preis ausgezeichnet.[10][5]
- 1978: Sankt Pauls Kirke, Aarhus, fächerförmige Anlage aus Ziegelstein, der dem Mauerwerk der Kirche entspricht, mit einem Besprechungsraum und Büros. Es ist mit der Apsis durch ein Foyer mit einem verglasten Dach verbunden und mit einem Satteldach gedeckt.
- 1981: Rundetårn, Kopenhagen und 1981–83: Trinitatis Kirke, Kopenhagen[11]
- 2001: Klooster Ter Apel, Ter Apel in den Niederlanden, neuer Westflügel

### Profanbauten (Auswahl)

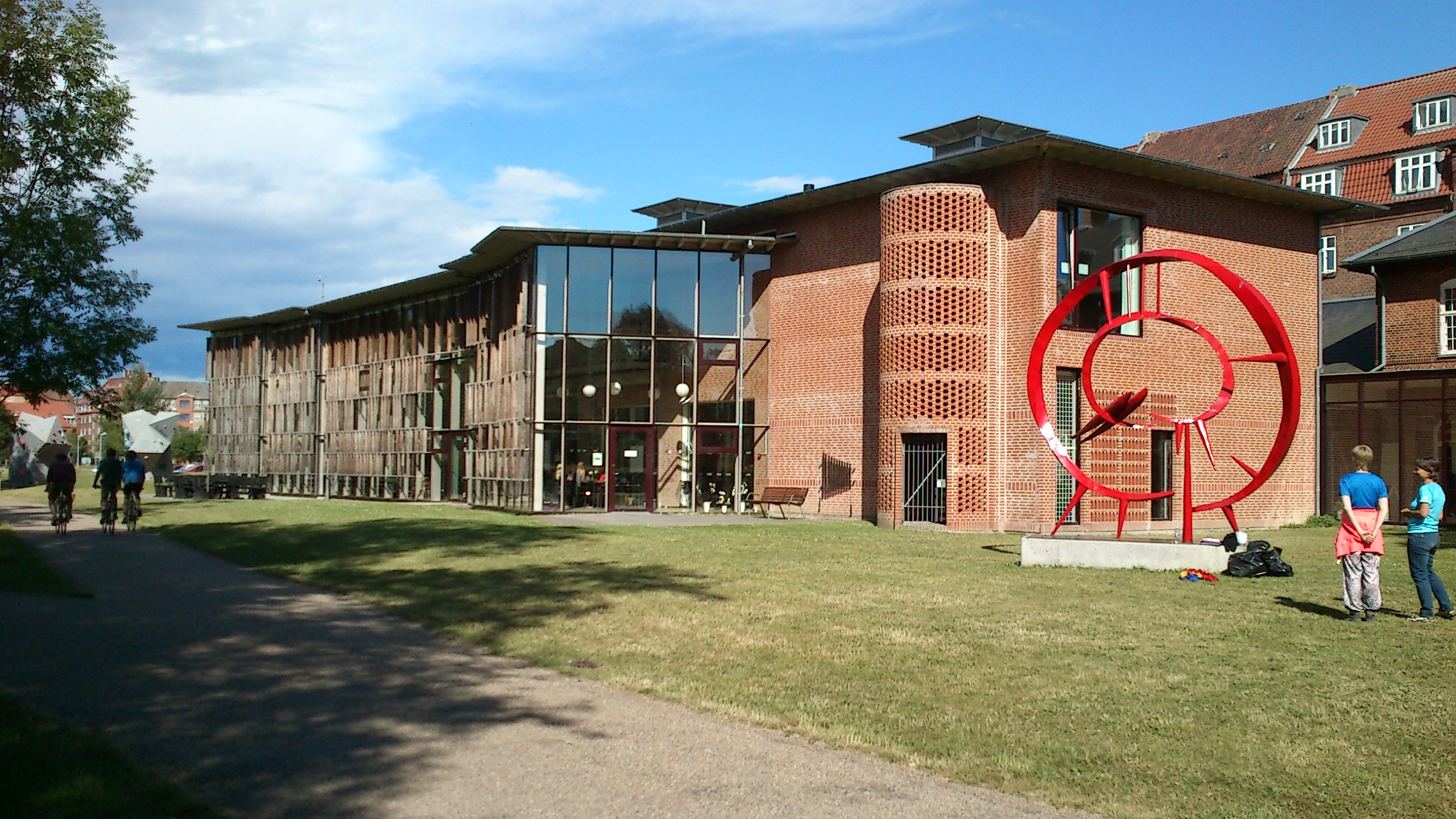
Folkestedet

- 1961–1963: das eigene Wohnhaus der Exners, Skodsborg, Højagervej 11, Søllerød Kommune
- 1971: Jens Nielsen & Olivia Holm-Møller Museum, Holstebro
- 1999: Gemeindehaus, Viborg
- Mengel Tower, Aarhus[12]
- Folkestedet, Aarhus

## Auszeichnungen (Auswahl)
Für ihr Schaffen wurden die Exners vielfach ausgezeichnet:
- 1983: Eckersberg Medaillen (ursprünglich Akademiets Aarsmedaille), nach Christoffer Wilhelm Eckersberg benannte jährlich vergebene Auszeichnung der Königlich Dänischen Kunstakademie
- 1985: Verleihung des Dannebrogordens an Johannes Exner
- 1987: Træprisen (dänischer Architekturpreis)
- 1991: Nykredits Arkitekturpris (höchster dänischer Architekturpreis)
- 1992: C.F. Hansen Medaille
- 1992: Verleihung der Ehrenmitgliedschaften des American Institute of Architects (Hon. FAIA)
- 1993: Europa-Nostra-Preis
- 2011: Verleihung des H.K.H. Prinsgemalens Europa Nostra Danmark Pris an Johannes Exner[13][14]

## Ausstellungen (Auswahl)
Das KØS - Museum for kunst i det offentlige rum (Museum für Kunst im Öffentlichen Raum) in Køge besitzt hölzerne Architekturmodelle zur Islev Kirke in København, Nørrelandskirken in Holstebro und Opstandelseskirken in Albertslund. Die Pläne und Zeichnungen der Exners wurden mehrfach ausgestellt:
- 1981: Jens Nielsen & Olivia Holm-Møller Museum, Holstebro
- 1989: Museum Koldinghus
- 1996: retrospektive Ausstellung Inger und Johannes Exner, Museum Koldinghus[1][15]